# Winfield (Tennessee)
Winfield é uma cidade  localizada no estado norte-americano de Tennessee, no Condado de Scott.

## Demografia
Segundo o censo norte-americano de 2000, a sua população era de 911 habitantes.
Em 2006, foi estimada uma população de 988, um aumento de 77 (8.5%).

## Geografia
De acordo com o United States Census Bureau tem uma área de
16,5 km², dos quais 16,5 km² cobertos por terra e 0,0 km² cobertos por água. Winfield localiza-se a aproximadamente 404 m acima do nível do mar.

## Localidades na vizinhança
O diagrama seguinte representa as localidades num raio de 20 km ao redor de Winfield.